# Кукушкина, Маргарита Владимировна
Маргари́та Влади́мировна Куку́шкина (13 мая 1925 — 9 февраля 2007) — советский и российский историк, археограф, источниковед, организатор научных исследований по изучению древнерусской рукописной книги.
С 1970 по 1986 год — заведующая Отделом рукописной и редкой книги Библиотеки Академии наук СССР (ныне — Библиотека Российской академии наук).
Основные направления научных исследований — филиграноведение, русская рукописная книга, изучение монастырских библиотек Русского Севера.
В 1975 году защитила докторскую диссертацию «Монастырские библиотеки Русского Севера (Очерк по истории книжной культуры XVI—XVII вв.)».

## Основные работы
- Библиотека Антониево-Сийского монастыря в собрании Библиотеки Академии наук // 250 лет Библиотеке Академии наук СССР: Сб. докл. юбилейной науч. конф., 25-26 нояб. 1964 г. — М.; Л., 1965. — С. 303.
- Описи книг XVI—XVII вв. библиотеки Антониево-Сийского монастыря // Материалы и сообщения по фондам Отдела рукописной и редкой книги БАН СССР / под ред. А. И. Копанева. — М.; Л., 1966. — С. 122—142.
- Обзор собраний редких книг, поступивших в библиотеку АН СССР из Архангельска // Сборник статей и материалов Библиотеки Академии наук по книговедению. — Л., 1970. — Вып. 2. — С. 253—267.
- Рукописные книги, подаренные Иваном Грозным в Антониево-Сийский и Соловецкий монастыри // Культурное наследие Древней Руси: Сб. ст. М., 1976.
- Монастырские библиотеки Русского Севера: Очерки по истории книжной культуры 16-17 вв. / М. В. Кукушкина. — Л.: Наука. Ленингр. отд-ние, 1977. — 223 с.: ил.
- Описание Рукописного отдела БАН СССР / Сост. А. А. Амосов, Л. Б. Белова, М. В. Кукушкина. — Л., 1989. Т. 3, вып. 1-3: Рукописи исторического содержания.
- Описание Рукописного отдела БАН СССР / Сост. А. А. Амосов, Л. Б. Белова, М. В. Кукушкина. — Л., 1989. Т. 8, вып. 1.: Рукописи Архангельского собрания.
- Книга в России в XVI веке. — СПб: Петерб. Востоковедение, 1999. — 202 с. — (Slavica Petropolitana; III). ISBN 5-85803-124-2
- Рукописные и редкие книги Русского Севера в фондах Библиотеки Академии наук // Книжные собрания Русского Севера: проблемы изучения, обеспечения и доступности: материалы межрегион. науч.-практ. конф., Архангельск, 29-30 июня 2001 г. — Архангельск: Помор. гос. ун-т им. М. В. Ломоносова, 2001. — С.47-52.